# 814 Tauris
A 814 Tauris (ideiglenes jelöléssel 1916 YT) a Naprendszer kisbolygóövében található aszteroida. Grigorij Neujmin fedezte fel 1916. január 2-án.